# William McFadden Orr
William McFadden Orr, né le 2 septembre 1866 à Comber (Irlande), mort le 14 août 1934 à Dublin, est un mathématicien irlandais.

## Biographie
James A. MacNeill, considéré comme un mathématicien reconnu de son époque et enseignant au Campbell College, apprendra les mathématiques à William McFadden Orr, qui deviendra professeur de mathématiques au Royal College of Science for Ireland (en) en 1892, puis professeur de mathématiques pures et appliquées à l'University College Dublin à la fusion des deux établissements en 1926. Il démissionnera de ce poste et décèdera moins d'un an après, le 14 août 1934.
Il est essentiellement connu pour ses travaux sur la stabilité linéaire des écoulements ayant conduit à l'équation de Orr-Sommerfeld.

## Distinctions
- 1888 Senior Wrangler de l'University of Cambridge[4].
- 1909 Compagnon de la Royal Society.